# Granada CF
Granada Club de Fútbol ali preprosto Granada je španski nogometni klub iz Granade. Ustanovljen je bil leta 1931 in trenutno igra v najvišji španski nogometni ligi, v La Ligi. Svoje domače tekme igra na Los Cármenesu, ki sprejme 22.524 gledalcev.